# جيني بيث مارتن
جيني بيث مارتن (بالإنجليزية: Jenny Beth Martin)‏ هي كاتِبة أمريكية، ولدت في 1 يوليو 1970.